# Kemoavtotrofna bakterija
Kemoavtotrofne bakterije so bakterije, ki kot vir za svoje organske spojine izkoriščajo ogljikov dioksid. Njihov metabolizem poganja kemična energija, dobljena z oksidacijo:
- anorganskih spojin: kemolitotrofi
- organskih spojin: kemoorganotrofi

Štejemo jih med primarne producente.

## Delitev kemoavtotrofnih bakterij
- nitrifikacijske bakterije – Nitrosomonas, Nitrobacter med procesom nitrifikacije amonijak oksidirajo v dušikovo kislino in nitrate.
- žveplove bakterije – oksidirajo žveplovodik v žveplo ali druge anorganske žveplove spojine v sulfate. Pogosto se nahajajo v onesnaženih vodah, ker v njih potekajo procesi gnitja in se kopiči vodikov sulfid. Oksidacija poteka po reakciji 2H2S + O2 → 2H2O + 2S + energija, to pa vodi k odlaganju zrnc žvepla v celice. Žveplove bakterije, kot so Beggiata, Thiotrix, Thiobacilus idr., sodelujejo pri kroženju žvepla v naravi.
- železove bakterije – Crenotrix, Leptotrix, Siderobacter idr. črpajo energijo iz oksidacije železovih spojin. Proces poteka ob navzočnosti kisika po reakciji 4FeCO3 + O2 +6H2O -> 4Fe(OH3) + 4CO2 + energija in omogoča izločanje železa v organizmu ali usedlinah na dnu.
- vodikove bakterije – črpajo energijo iz oksidacije vodika.